# Municipio de Homer (Illinois)
El municipio de Homer (en inglés: Homer Township) es un municipio ubicado en el condado de Will en el estado estadounidense de Illinois. En el año 2010 tenía una población de 39059 habitantes y una densidad poblacional de 417,69 personas por km².

## Geografía
El municipio de Homer se encuentra ubicado en las coordenadas 41°35′32″N 87°57′51″O / 41.59222, -87.96417. Según la Oficina del Censo de los Estados Unidos, el municipio tiene una superficie total de 93.51 km², de la cual 93.38 km² corresponden a tierra firme y (0.14%) 0.13 km² es agua.

## Demografía
Según el censo de 2010, había 39059 personas residiendo en el municipio de Homer. La densidad de población era de 417,69 hab./km². De los 39059 habitantes, el municipio de Homer estaba compuesto por el 94.98% blancos, el 0.68% eran afroamericanos, el 0.1% eran amerindios, el 1.78% eran asiáticos, el 0.03% eran isleños del Pacífico, el 1.27% eran de otras razas y el 1.16% pertenecían a dos o más razas. Del total de la población el 6.26% eran hispanos o latinos de cualquier raza.